# Dallara GP2/11
O Dallara GP2/11 é a terceira geração de monoposto desenvolvida pelo fabricante italiano Dallara para ser usado como o único chassi da GP2 Series, uma antiga categoria de apoio da Fórmula 1, posteriormente, em 2017, o GP2/11 foi usado na temporada inaugural do Campeonato de Fórmula 2 da FIA. O GP2/11 foi a terceira geração de carros usados pela GP2 Series e a primeira geração de carros usados pelo Campeonato de Fórmula 2 da FIA, e começou a ser empregado na rodada de Yas Marina da temporada de 2011, substituindo o Dallara GP2/08, que também foi desenvolvido pela Dallara. O GP2/11 estava programado para ser usado até o final da temporada de 2013, de acordo com a filosofia da categoria de atualizar seu chassi a cada três anos, mas os organizadores da categoria decidiram mantê-lo em competição por mais um ciclo de três anos, para reduzir custos na categoria. Com isso, o GP2/11 estava programado para ser usado até o final da temporada de 2016, antes da introdução de um carro da próxima geração em 2017, mas seu substituto foi adiado para 2018. Como a GP2 Series e o Campeonato de Fórmula 2 são categorias de monotipos, o GP2/11 foi usados por todas as equipes e pilotos que competiram nestas competições.